# Ирина из Лечче
Ирина (I век) — святая мученица из Лечче. День памяти — 5 мая.
Имеются различные предания относительно жизни святой Ирины. Согласно одному из них, святая Ирина родилась в Лечче, именовавшемся тогда Лупиями (Lupiae) в языческой семье. Месяцеслов Василия II Болгаробойца X века сообщает, что Ирина из-за своей красоты в возрасте шести лет была заперта её отцом, Ликинием (Licinius), в башне, охранявшейся тринадцатью слугами. Ликиний окружил девочку языческими идолами, которых она порушила, обратившись к Господу после проповеди Тимофея, ученика святого апостола Павла. Ликиний, взбешенный этим жестом, привязал Ирину к бешеной лошади, чтобы убить ее. Святая Ирина выжила, а Ликиний умер, будучи укушенным той лошадью за руку. Ирина стала молиться о своём отце, и он воскрес. Это событие вызвало массовое обращение ко Христу, после которого римский правитель Ампелий (Ampelio) потребовал от девушки отречься от веры. За свой отказ святая Ирина была приговорена к обезглавливанию.
Согласно другим версиям предания святая Ирина стала жить в Магедо (Magedo), что в Персии.
Святая Ирина была покровительницей Лечче до 1656 года, после чего покровителем стал считаться святой Оронций, избавивший Салентину от чумы.
В честь святой в Лечче освящён храм.

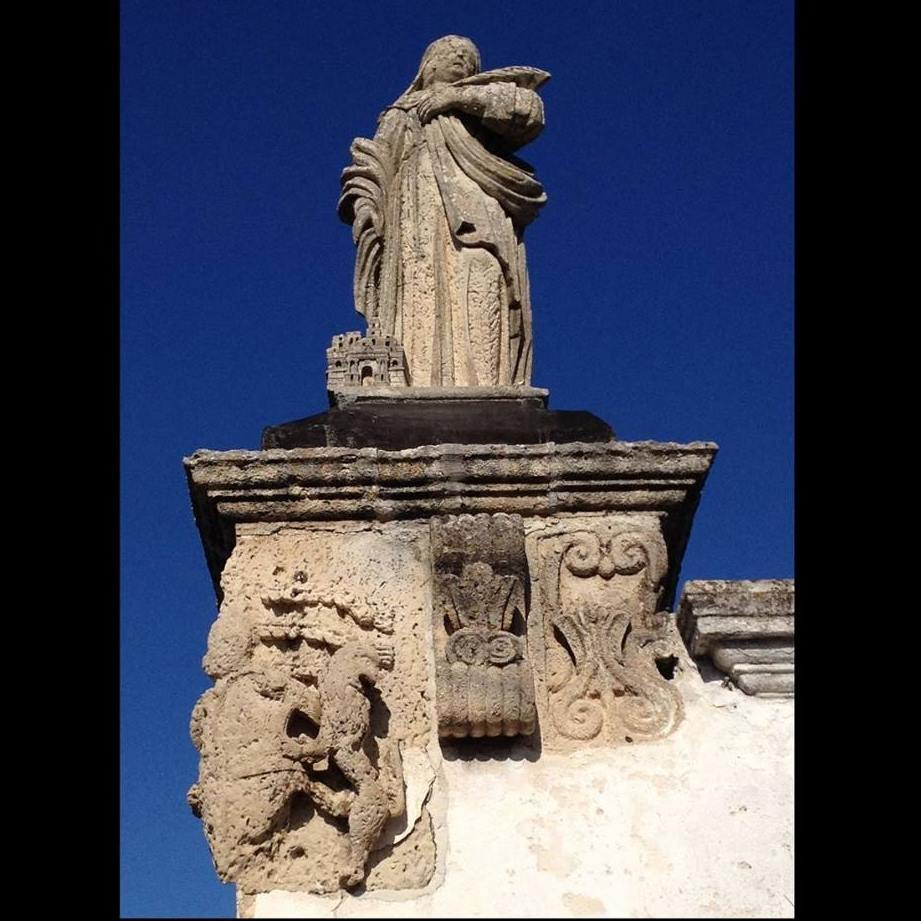
Статуя святой Ирины перед дворцом барона, Фраганьяно
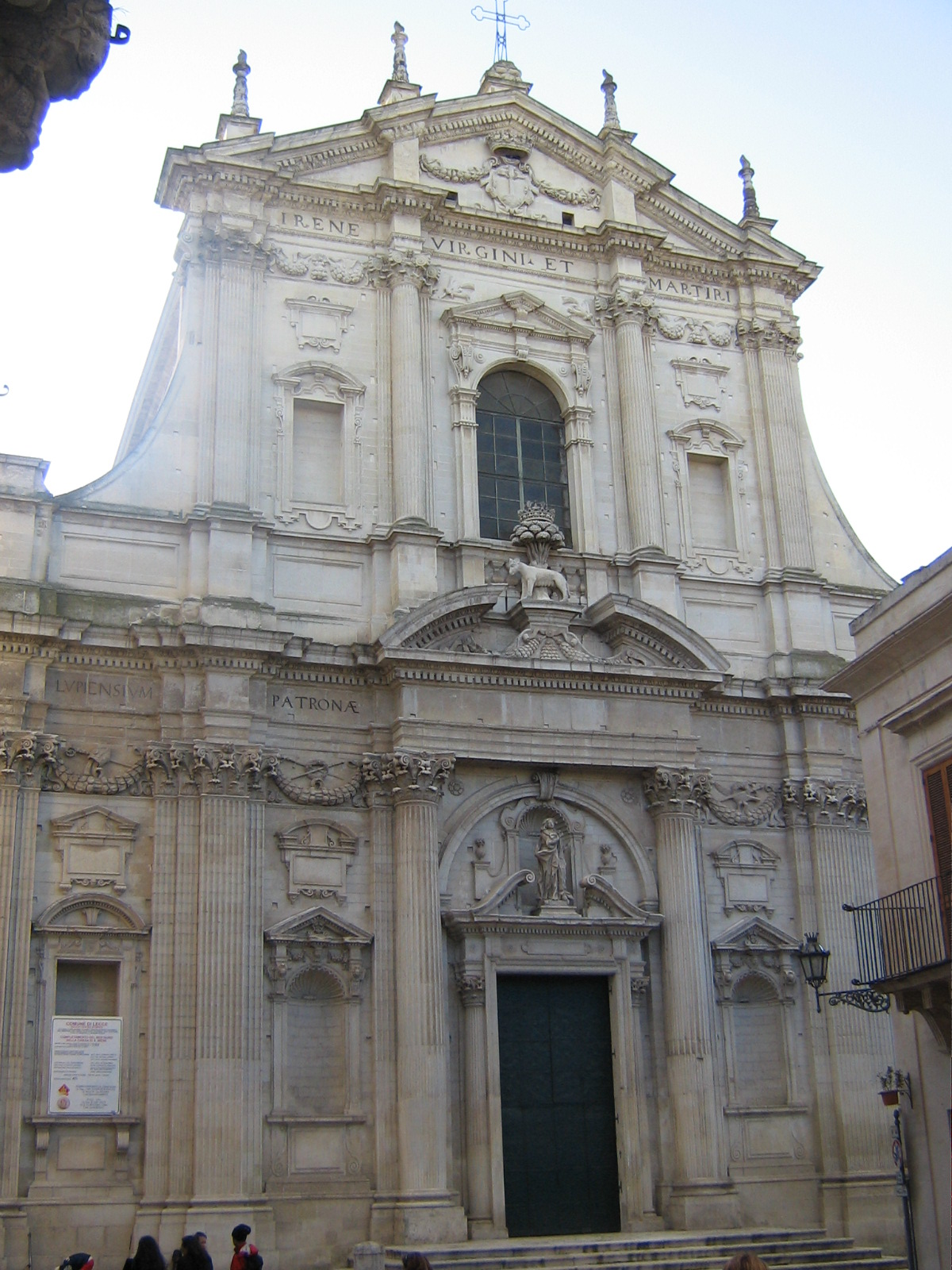
Храм святой Ирины, Лечче